# Gwendolyn Yates Whittle
Gwendolyn Yates Whittle é uma engenheira de som norte-americana. Como reconhecimento, foi nomeada ao Oscar 2011 na categoria de Melhor Edição de Som por Tron: Legacy.